# المكتب الوطني للماء الصالح للشرب
المكتب الوطني للماء الصالح للشرب (ONEE - Branche Eau) هي مؤسسة مغربية عامة، ذات طبيعة صناعية وتجارية تتمتع بالشخصية المدنية والاستقلال المالي. تأسس عام 1972، وهو عامل أساسي في قطاع مياه الشرب والصرف الصحي في المغرب، وهو يضمن تخطيط وإنتاج وتوزيع موارد المياه في البلاد.

## روابط خارجية
- الموقع الرسمي للمكتب الوطني للماء الصالح للشرب بالمغرب